# 1957 en fantasy
| Années de la fantasy : 1954 - 1955 - 1956 - 1957 - 1958 - 1959 - 1960    |
| Décennies de la fantasy : 1920 - 1930 - 1940 - 1950 - 1960 - 1970 - 1980 |

L'année 1957 a été marquée, en matière de fantasy, par les événements suivants.

## Naissances et décès

### Décès
- 25 octobre : Lord Dunsany, écrivain irlandais.